# Korpus Volkssturmu Breslau

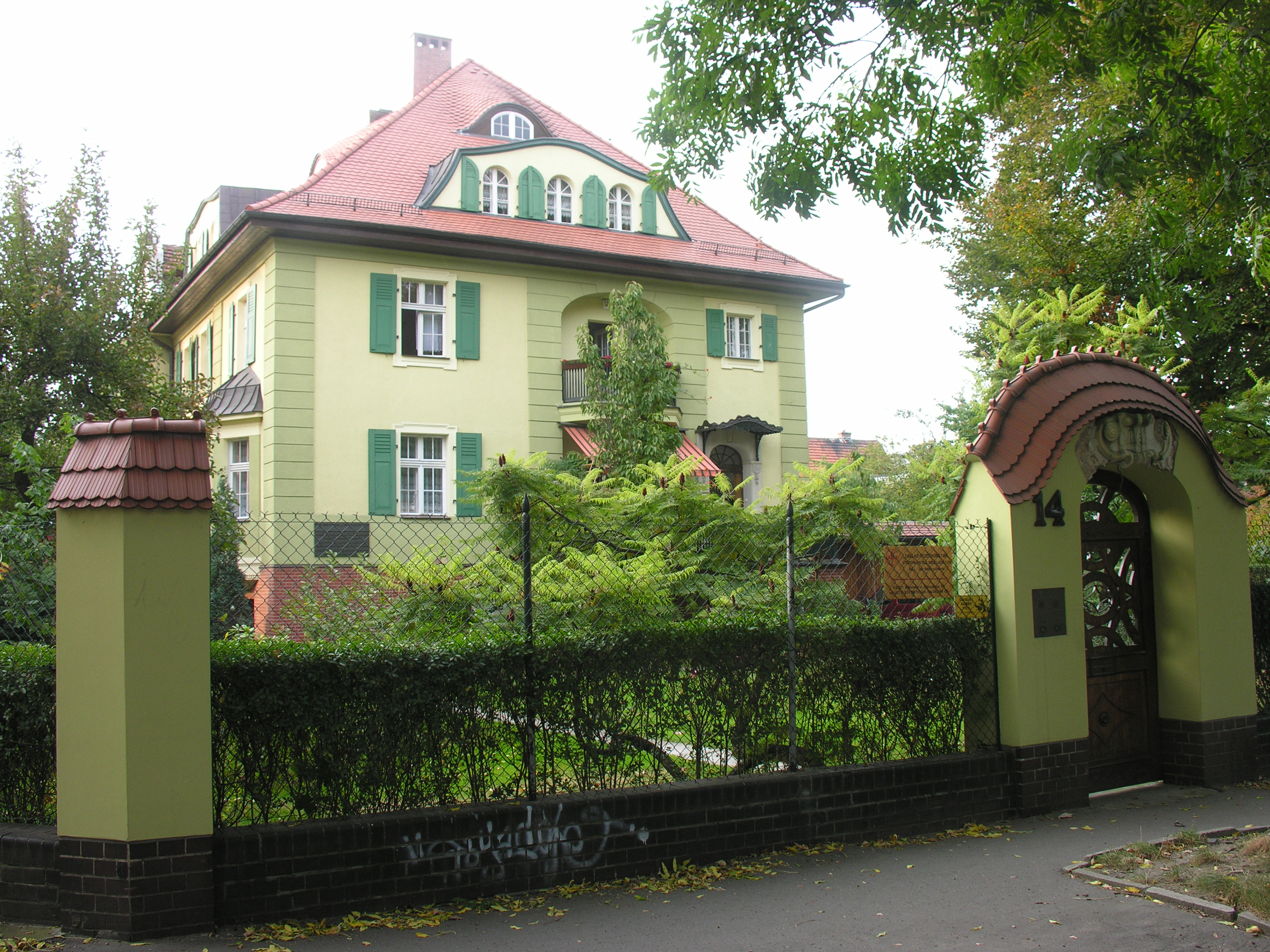
Willa Colonia. Miejsce podpisania kapitulacji Wrocławia

Korpus Volkssturmu Breslau (niem. Korps Breslau) – korpus pospolitego ruszenia Volkssturm armii niemieckiej podczas II wojny światowej. Jego zadaniem była obrona Twierdzy Wrocław (Festung Breslau).

## Dowódcy Korpusu
- Generalmajor Hans von Ahlfen (2 – 27 lutego 1945)
- Generał piechoty Hermann Niehoff (2 marca – 8 maja 1945)